# Alba Redondo
Alba Redondo, född den 27 augusti 1996. är en spansk fotbollsspelare (mittfältare) som för närvarande representerar klubben Fundación Albacete i den spanska högstadivisionen.
Hon var en del av den trupp som representerade Spanien under U19-EM i Israel år 2015. Med sina tre mål blev hon turneringens näst bästa målskytt, tillsammans med Frankrikes Marie-Charlotte Léger.